# Vitalij Denisov (calciatore)
Vitalij Gennad'evič Denisov (in russo Виталий Геннадьевич Денисов?; Tashkent, 23 febbraio 1987) è un calciatore uzbeko con passaporto russo, difensore del SKA Rostov.

## Biografia
È il figlio di Gennadij Denisov.

## Caratteristiche tecniche
Gioca come terzino sinistro.

## Palmarès

### Club

#### Competizioni nazionali
- Campionato russo: 4

CSKA Mosca: 2003, 2005, 2006
Lokomotiv Mosca: 2017-2018
- Supercoppa di Russia: 1

CSKA Mosca: 2004
- Coppa di Russia: 4

Lokomotiv Mosca: 2014-2015, 2016-2017
CSKA Mosca: 2004-2005, 2005-2006
- Pervenstvo Futbol'noj Nacional'noj Ligi: 1

Rotor: 2019-2020

#### Competizioni internazionali
- Coppa UEFA: 1

CSKA Mosca: 2004-2005